# WASP-80 (Petra)
WASP-80 eller Petra är en ensam stjärna belägen i den mellersta delen av stjärnbilden Örnen. Den har en skenbar magnitud av ca 11,94 och kräver ett teleskop för att kunna observeras. Baserat på parallax enligt Gaia Data Release 3 på ca 20,11 mas beräknas den befinna sig på ett avstånd av ca 162 ljusår (ca 49,7 parsec) från solen. Den rör sig bort från solen med en heliocentrisk radialhastighet av ca 10 km/s.

## Nomenklatur
Stjärnan WASP-80 har fått namnet Petra, som valdes 1919 av amatörastronomer från Jordanien i NameExoWorlds-kampanjen under IAU:s 100-årsjubileum. Den tillhörande exoplaneten gavs namnet Wadirum.

## Egenskaper
WASP-80 är en röd till orange stjärna i huvudserien av  spektralklass K7 V - M0 V, Den har en massa av ca 0,61 solmassa, en radie av ca 0,59 solradie och har en effektiv temperatur av ca 4 100 K. WASP-80 kan likna solen ifråga om koncentrationen av tunga grundämnen, även om denna mätning är mycket osäker.
Tre multiplicitetsstudier under 2015-2018 upptäckte inga följeslagare till WASP-80, men en studie 2020 upptäckte en tänkbar följeslagare med en massa av 0,07 solmassa med en vinkelseparation på 2,132 ± 0,010 bågsekunder, med en felsannolikhet på 3 procent.

## Planetsystem
År 2013 upptäcktes en het Jupiterplanet, WASP-80 b, i omlopp i en snäv, cirkulär bana. Dess jämviktstemperatur är 825 ± 19 K , medan den uppmätta temperaturen på dagsidan är 937 ± 48 K och temperaturen på nattsidan är 851 ± 14 K. Denna temperaturskillnad tyder på en ganska låg planetarisk albedo och svag global värmetransport.
Mätning av Rossiter-McLaughlin-effekten år 2015 visade att WASP-80b:s omloppsbana är väl i linje med stjärnans ekvatorialplan, med en omloppsvinkel på 14 ± 14°.
Även om ett transmissionsspektrum av planetens atmosfär visar tecken på joniserat kalium, gav en annan mätning år 2017 ett grått och karaktärslöst spektrum, troligen på grund av ett högt molntäcke eller dis i atmosfären hos WASP-80b.
| Planet       | Massa           | Halv storaxel (AE) | Siderisk omloppstid (d) | Excentricitet | Inklination   | Radie                   |
| ------------ | --------------- | ------------------ | ----------------------- | ------------- | ------------- | ----------------------- |
| b (Waridium) | 0,571 ± 0,02 MJ | 0,0344 ± 0,0010    | 3,067852                | 0             | 89,02 ± 0,10° | 1,0091 +0,011−0,0095 RJ |